# Daniel Zampini
Daniel Dominick Zampini (* 7. Juni 1901 in Pittsburgh, Pennsylvania; † 16. Januar 1971) war ein US-amerikanischer Fußballspieler und -funktionär. Im Jahre 1963 wurde er in der Kategorie „Funktionär“ in die National Soccer Hall of Fame aufgenommen.

## Leben und Karriere
Daniel Zampini wurde am 7. Juni 1901 in der Großstadt Pittsburgh im US-Bundesstaat Pennsylvania geboren. Seine Karriere als Fußballspieler begann er als 16-Jähriger in der Juniorenmannschaft des Morgan FC aus Morgan, Pennsylvania. In weiterer Folge stieg er in die Herrenmannschaft mit Spielbetrieb in der lokalen Fußballmeisterschaft auf, gewann mit dieser diverse Meistertitel und erreichte die Halbfinale des National Challenge Cup, sowie des National Amateur Cup. Im Jahre 1930 wurde er zum Präsidenten der Keystone League gewählt und wurde Mitglied des West Penn Soccer Council. Ab 1942 agierte Zampini als Präsident der West Penn Soccer Football Association und war in diesem Amt bis einschließlich 1952 tätig. Später war er innerhalb der United States Soccer Federation stellvertretender Vorsitzender des National Amateur Cup Committee, deren Vorsitzender er in späteren Jahren auch wurde. Am 16. Januar 1971 starb Zampini 69-jährig und wurde am Saint Agatha Cemetery in Bridgeville, Pennsylvania, begraben. Seine Ehefrau Margaret M. (geborene Gildritis) überlebte ihn um über 33 Jahre und starb am 10. Juli 2004 in ihrem 103. Lebensjahr.
Daniel Zampini ist der Schwiegervater des Fußballspielers und -trainers Paul Danilo (1919–2013), der im Jahre 1997 in der „Spieler“-Kategorie ebenfalls in die National Soccer Hall of Fame aufgenommen wurde.